# Martin Marty

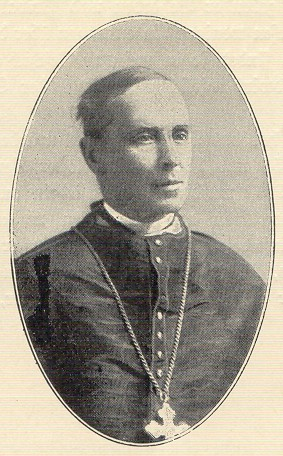
Martin Marty OSB als Abt von St. Meinrad Abbey (1875)

Martin Marty OSB (* 12. Januar 1834 in Schwyz; † 19. September 1896 in St. Cloud, Minnesota) war ein Schweizer Benediktinermönch und Missionar in Nordamerika. Er war der erste Abt des Klosters St. Meinrad in Indiana, der erste Apostolische Vikar im Dakota-Territorium und der zweite Bischof der Diözese Saint Cloud. Aufgrund seiner missionarischen Tätigkeit wurde er «Apostel der Sioux» genannt.

## Leben

### In der Schweiz
Er wurde als Alois Joseph Marty 1834 im Kanton Schwyz geboren. Sein Vater war Schuhmacher und Sigrist. Bevor er zwei Jahre alt war, wurden sein Mund und Gesicht stark verbrannt, als er im Laden seines Vaters aus Neugierde aus einer Flasche Schwefelsäure trank. Die Zunge und der Gaumen waren geschwollen, so dass er beinahe an der Säure erstickte. Die ausgespuckte Säure hinterliess bleibende Narben im Gesicht.
Nach dem Besuch des von Jesuiten geführten Gymnasiums in seinem Heimatort erhielt er ein Stipendium für das Kollegium St. Michael in Freiburg im Üechtland. Nach dem Sonderbundskrieg von 1847 wurde der Jesuitenorden aus der Schweiz verbannt und der Benediktinerorden wurde verstärkt in der Bildungsarbeit tätig. Am 21. Dezember 1847 trat Marty in die Benediktinerschule des Klosters Einsiedeln ein.

### Mönch und Priester
Nach dem Studienabschluss wurde er mit 20 Jahren Novize und legte sein Mönchsgelübde am 29. Mai 1855 ab. Nach der Profess lautete sein Name P. Martin Marty. Ungefähr ein Jahr später empfing er 1856 die Priesterweihe. 1859 übernahm er an der klösterlichen Schule den Lehrstuhl für Moraltheologie.

### Reise nach Amerika
1860 sandte Abt Heinrich Schmid den 26-jährigen Priester ins verschuldete Tochterhaus in St. Meinrad, Indiana. Sein Aufenthalt sollte zwar nur ein Jahr lang dauern, doch Martin Marty war erfolgreich darin, das Kloster wieder auf eine solide finanzielle Basis zu stellen, indem er dessen Farmbetrieb modernisierte,  so dass der Abt es als Gottes Wille betrachtete, dass sein Schützling in Übersee bleiben solle. Fünf Jahre später wurde er erster Prior des Klosters. Am 30. September 1870 wurde Saint Meinrad durch ein Dekret von Papst Pius IX. zur unabhängigen Abtei erhoben. Am 21. Januar 1871 wurde Pater Martin Marty zu ihrem ersten Abt gewählt. Die Abtsbenediktion im Mai 1871 wurde vom Bischof von Vincennes, Indiana, und Abt Bonifaz Wimmer von Latrobe, Pennsylvania, durchgeführt.
Im Jahr 1875 führte Abt Martin einen Wechsel in der Andachtspraxis der Abtei durch, als er das benediktinische Brevier durch das römische Brevier ersetzte. Als dies zu einem Aufruhr führte, kam der Streit vor die Heilige Ritenkongregation in Rom. Am 9. März 1876 erfuhr der Abt, dass die Kongregation gegen ihn entschieden habe und ihm befahl, das traditionelle Stundenbuch wieder einzuführen. Obwohl Abt Martin gehorchte, war er überzeugt, dass er eine vorläufige Niederlage in seinem Traum erlitten habe, den Benediktinerorden näher an den diözesanen Klerus heranzuführen. Nach dem Scheitern fühlte er sich niedergeschlagen in seinem Leben in St. Meinrad.

### In Dakota

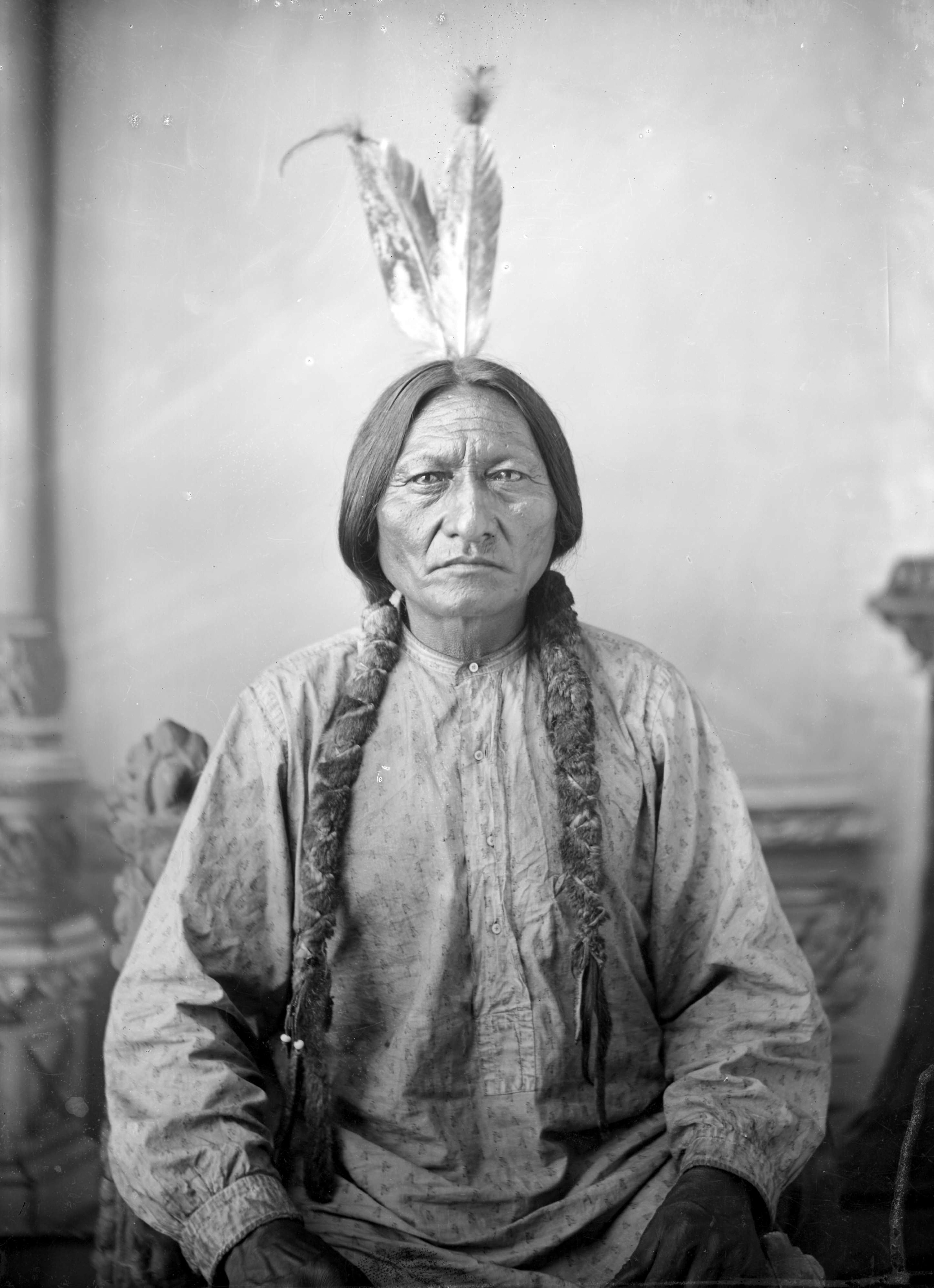
Porträt von Sitting Bull des Fotografen D.F. Barry, Bismarck, North Dakota, 1885

Im Juli 1876 reiste er ins Indianerreservat Standing Rock im Dakota-Territorium, wo er ein Benediktinerkloster gründen wollte, das bei der Missionierung der Indianer helfen sollte. Doch auch wenn nach dem Tode von Häuptling Sitting Bull zahlreiche Indianer zum katholischen Glauben konvertierten, so kann die von Marty ursprünglich geplante umfassende Missionierung der Sioux letztlich als gescheitert betrachtet werden.
Der Ort Marty in South Dakota ist nach ihm benannt.